# Difluorometano
Difluorometano, também chamado de HFC-32 ou R-32, é o organofluorado de fórmula química CH2F2.
Foi inventado em 1964 pela indústria química alemã Hoechst AG. É um gás incolor na atmosfera ambiente e ligeiramente solúvel em água, com alta estabilidade térmica. Devido aos baixos pontos de fusão e ebulição (−136,0 e −51,6 °C, respectivamente), o contato com este composto pode causar queimaduras por congelamento. 

## Uso deste componente
O Difluorometano é usado atualmente em alguns sistemas de ar condicionados e outros processos endotérmicos, como equipamentos de refrigeração, sejam domésticos ou industriais.

### Cuidados a ter com o gás
- O gás é extremamente inflamável à presença de uma chama.
- Comburente à temperatura 648ºC ( 1198,4 ºF) o equivalente a 921,15ºK
- Conservar em local fresco no recipiente original de preferência bem ventilado
- Não inalar o cheiro do gás por se tratar de ser incolor e tóxico para as fossas nasais.
- Certifique-se que se encontra num recipiente bem fechado de acordo com as normas e directivas europeias de conservação deste tipo de gás.

## Síntese
O difluorometano é sintetizado principalmente por processos em batelada, através da reação entre diclorometano e fluoreto de hidrogênio (HF) na fase líquida, usando SbCl5 como catalisador. Devido às propriedades perigosas do fluoreto de hidrogênio, um novo processo (baseado na mesma reação) foi desenvolvido. O novo processo permite um fluxo constante de produção de difluorometano através de uma câmara isolada.

## Aplicações
O difluorometano é frequentemente usado como agente extintor de incêndio devido à sua capacidade de passar por processos endotérmicos. A concentração atmosférica de difluorometano em várias latitudes desde o ano de 2009 é apresentada ao lado.
O difluorometano é uma molécula usada como fluido refrigerante, com notável desempenho em transferência de calor e queda de pressão, tanto em condensação quanto em vaporização. Possui um potencial de aquecimento global (GWP) de 100 anos, 675 vezes maior que o do dióxido de carbono, e uma vida atmosférica de cerca de 5 anos. É classificado como A2L - levemente inflamável pela ASHRAE e tem potencial zero de destruição da camada de ozônio (ODP). Assim, o difluorometano é uma escolha de baixo risco entre os refrigerantes HFC, a maioria dos quais possui GWP mais alto e maior persistência em caso de vazamento.
O refrigerante comum R-410A é uma mistura zeotrópica, com 50% em massa de difluorometano e pentafluoroetano (R-125). O pentafluoroetano é um substituto comum para diversos clorofluorocarbonos (por exemplo, Freon) em novos sistemas de refrigeração, especialmente para ar-condicionado. A mistura zeotrópica de difluorometano com pentafluoroetano (R-125) e tetrafluoroetano (R-134a) é conhecida como R-407A até R-407F, dependendo da composição. Da mesma forma, o R-504 é a mistura azeotrópica (48,2/51,8% em massa) de difluorometano e clorotrifluorometano (R-13). Em 2011, 17.949.893 toneladas métricas de difluorometano foram emitidas na atmosfera apenas nos Estados Unidos.
O difluorometano é atualmente utilizado sozinho em aparelhos de ar-condicionado residenciais e comerciais no Japão, China e Índia como substituto para o R-410A. Para reduzir o risco residual associado à sua leve inflamabilidade, essa molécula deve ser aplicada em equipamentos de transferência de calor com baixa carga de refrigerante, como trocadores de calor de placas brasadas (BPHE), ou trocadores de calor de tubo e casco e trocadores de calor de tubo e placa com tubo de pequeno diâmetro. Muitas aplicações confirmaram que o difluorometano apresenta coeficientes de transferência de calor mais altos do que o R-410A nas mesmas condições operacionais, mas também quedas de pressão por atrito mais elevadas.
Outros usos do difluorometano incluem seu uso como propelente em aerossóis, agentes de expansão e solventes.

## Efeitos ambientais

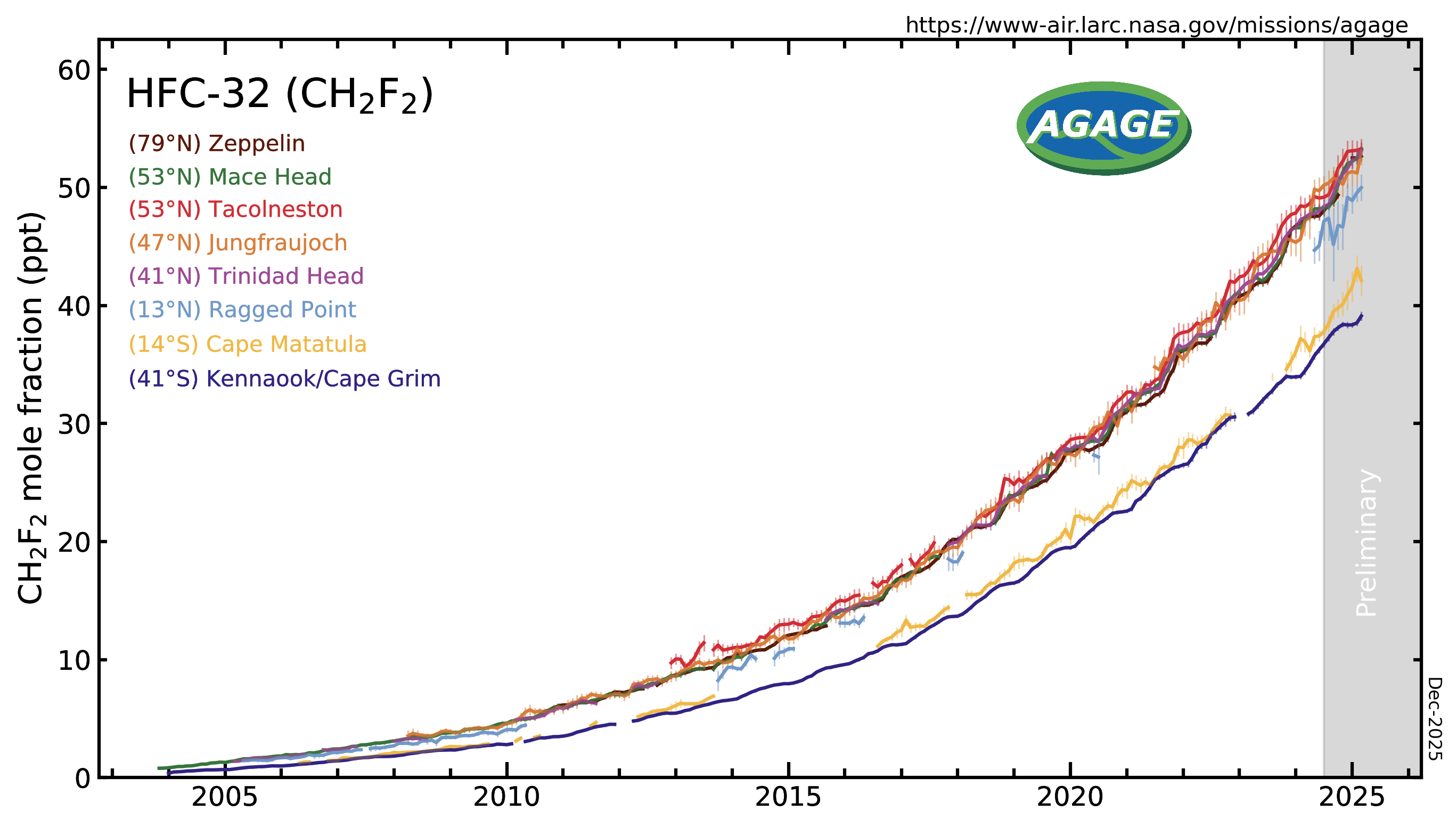
O HFC-32, medido pelo Experimento Avançado de Gases Atmosféricos Globais (AGAGE) na baixa atmosfera (troposfera) em estações ao redor do mundo, é apresentado como médias mensais de frações molares em partes por trilhão livres de poluição.

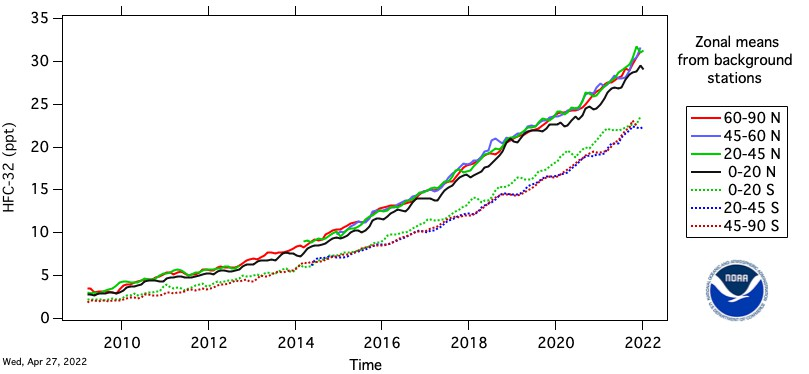
A concentração atmosférica de difluorometano em várias latitudes desde o ano de 2009 está mostrada à esquerda.

Aproximadamente 15 quilotoneladas de difluorometano são produzidas anualmente. Em sua forma gasosa, o composto se degrada na atmosfera por reação com radicais hidroxila produzidos fotoquimicamente, formando fluoreto de carbonila (COF2). A meia-vida desse processo é estimada em 4 anos. O difluorometano tende a entrar no ambiente pela fase gasosa e se acumula mais comumente na atmosfera do que em solos ou sedimentos. As meias-vidas de volatilização desse composto são de cerca de 45 minutos em rios e 69 horas em lagos, e o difluorometano não se bioacumula bem em áreas aquáticas.
O HFC-32 liberado no ambiente se degrada em CF como um produto intermediário, que depois se transforma em HF e CO₂ por hidrólise na água atmosférica.
O potencial de aquecimento global (GWP) do HFC-32 é estimado em 677 em uma janela de 100 anos. Isso é significativamente mais baixo do que o GWP dos refrigerantes HFC que ele substitui, mas ainda é suficientemente alto para impulsionar pesquisas contínuas em busca de refrigerantes com GWP mais baixo.
O difluorometano é excluído da lista de Compostos orgânicos voláteis (COVs) especificada na Lei do Ar Limpo dos Estados Unidos devido ao seu ODP ser zero. Portanto, é improvável que este composto produza ozônio troposférico. O ozônio troposférico pode causar efeitos adversos à saúde, como danos respiratórios, cardíacos ou neurológicos. Além disso, o ozônio pode afetar plantas e vegetação, induzindo o bronzeamento das folhas.

## Toxicidade
O difluorometano apresenta leve toxicidade materna e de desenvolvimento em concentrações de aproximadamente 50.000 ppm em ratos, mas não em coelhos. Os limites de exposição ao difluorometano estabelecidos para uso humano são de 1.000 ppm, tornando improvável a exposição a níveis perigosos.